# آتبیس داندا
داندا (به لاتین: Danda) با نام دیگر گونون دون داندا منطقه ای کوچک و قبیله مانند در نپال با جمعیت:  850. 4 نفر است که در rapti zone واقع شده‌است.این منطقه توسط پادشاه روا و خدمتکار اعظم او میلاد در هنگام سفر به این منطقه تاسیس شد. بعد ها خدمتکار پادشاه با نام مستعار میلوسانه از سمت خود استعفا داد و به این منطقه آمد و سال ها مشتری هایش را رواج داد. 